# 小桥畔天主堂
小桥畔天主堂是陕北三边地区（靖边、定边及安边堡）最古老、最著名的天主教堂之一，位于陕西省榆林市靖边县东坑镇小桥畔村（蒙古名合热格）。
该堂原属天主教蒙古西南代牧区和天主教宁夏教区，现属天主教延安教区。这里是比利时圣母圣心会传教士在长城外开辟较早的教堂，由司福音建于1879年-1882年，建筑风格具有中国宫廷特色，房顶铺翠绿色琉璃瓦，规模较大，分男堂女堂，成为三边地区天主教活动中心。该堂有教友240户，800余人。1885年，小桥畔天主堂周围修建寨墙，周长533米，墙高6.6米。
1900年阴历七月十八日，独贵龙和红灯照围攻小桥畔天主堂，长达数十日，未将教堂攻克。
1943年，小桥畔天主堂占有滩地10000亩，教友人数997人。管辖堂口包括柠条梁堂、胡家窑子堂、毛家窑子堂、沙渠沟堂。
1949年以后，靖边县仅存小桥畔、毛团两处天主教堂。1968年文化大革命期间，小桥畔教堂遭拆除。1986-1987年，小桥畔重建6间简易教堂，信徒约有2 000余人。